# Osmia tawildara
Osmia tawildara är en biart som beskrevs av Warncke 1992. Osmia tawildara ingår i släktet murarbin, och familjen buksamlarbin. Inga underarter finns listade i Catalogue of Life.